# شی‌بی
شی‌بی (ترکی آذربایجانی: Şəybəy) یک منطقهٔ مسکونی در جمهوری آرتساخ است که در استان هادروت واقع شده‌است.